# Edin Ibraković
Edin Ibraković (zm. w czerwcu 2016) – bośniacki niepełnosprawny siatkarz, medalista paraolimpijski.
Pochodził z miasta Lukavac. Grał dla klubów: Sinovi Bosne, OKI Šejtani Tuzla, OKI Tigar Banovići, OKI Brčko. Występował również w chorwackim OKI Osijek.
Na Letnich Igrzyskach Paraolimpijskich 2000 był członkiem drużyny narodowej, która zdobyła srebrny medal paraolimpijski. W 1998 roku został brązowym medalistą mistrzostw świata, a w latach 1999 i 2001 osiągnął mistrzostwo Europy (ponadto zajął trzecie miejsce w 1997 roku). Kilkukrotnie był wybierany najlepszym sportowcem gminy Lukavac i kantonu tuzlańskiego.
Zmarł w 2016 roku. Miał żonę Azizę i dwie córki – Amrę i Azrę. Ku jego pamięci rozgrywany jest siatkarski Memoriał im. Edina Ibrakovicia.